# بطارية ليثيوم وهواء

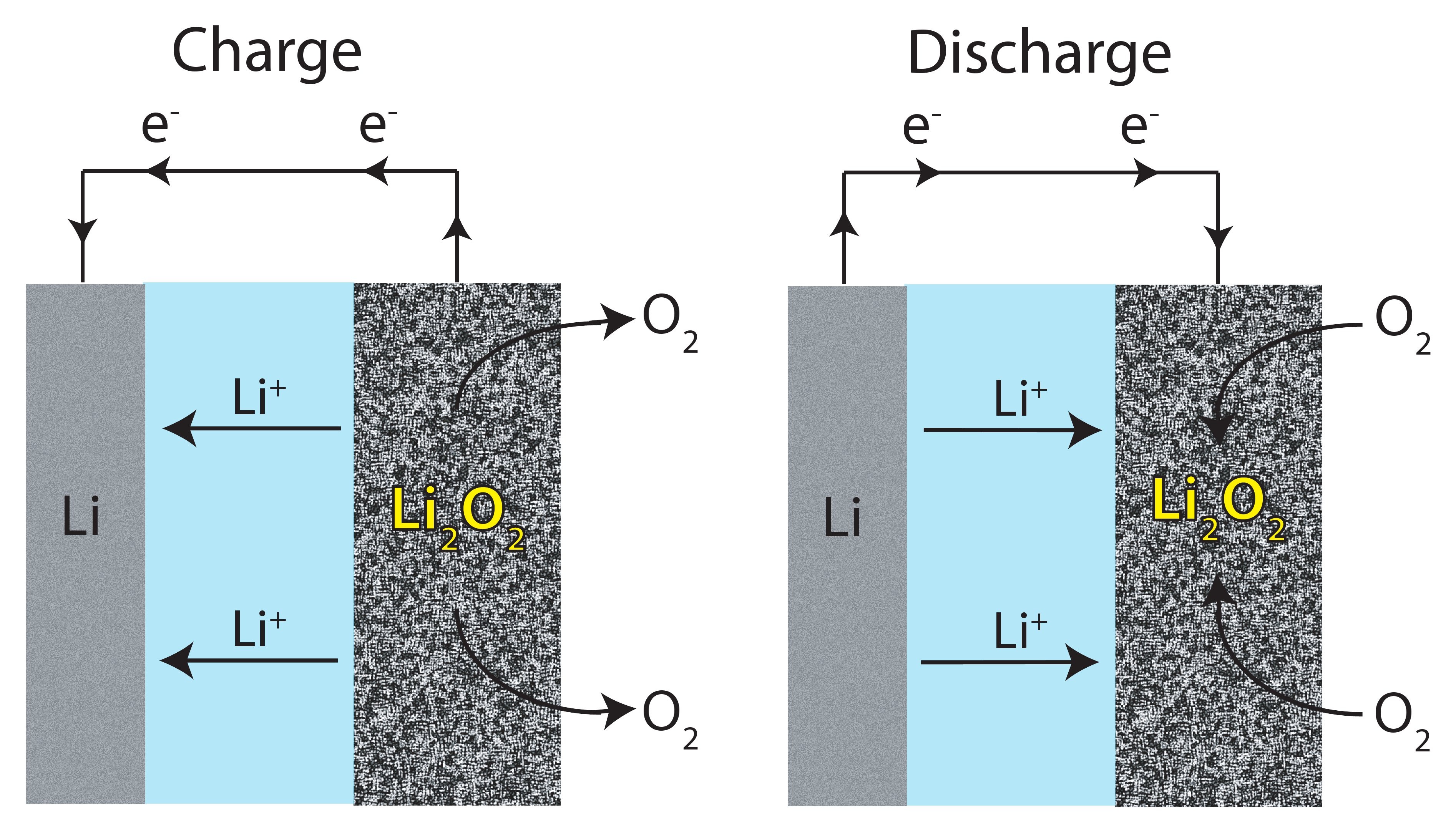

بطارية ليثيوم-هواء (يرمز لها Li-air) عبارة عن خلية فلز-هواء كهركيميائية تعتمد الكيمياء فيها على أكسدة الليثيوم عند المصعد واختزال الأكسجين على المهبط، مما يؤدي إلى نشوء التيار الكهربائي. ظهرت فكرة بطارية ليثيوم-هواء في سبعينيات القرن العشرين كمصدر محتمل للطاقة من أجل السيارات الكهربائية، لكنها حازت على المزيد من الاهتمام في أوائل القرن الحادي والعشرين نتيجة التقدم في علم المواد ونتيجة ازدياد الطلب على بدائل الوقود الأحفوري الطاقية.
تتميز بطارية ليثيوم-هواء بأن لها طاقة نوعية عالية جداً، وهي مقياس كمية الطاقة في البطارية بالنسبة لوحدة الوزن. إن لبطارية ليثيوم-هواء كثافة طاقة تقارن بالغازولين، كما أن كثافة الطاقة لديها أعلى بمقدار 5-15 مرة من بطاريات ليثيوم-أيون المستخدمة حالياً. تعود هذه الخاصية في هذه البطاريات إلى أنها تستخدم الأكسجين من الهواء دون الحاجة إلى تخزين مؤكسد داخلها. كما أن لهذه البطاريات كثافة طاقة مرتفعة.
تتطلب هذه التقنية المزيد من البحث في العديد من المجالات قبل تطبيقها التجاري. هناك أربعة وسائل مقترحة يجري البحث عليها وهي مجال المذييات اللابروتونية  والمحاليل المائية  وفي الحالة الصلبة  وفي المزيج المائي/اللابروتوني.